# Ladislav Cabadaj
Ladislav Cabadaj (* 11. března 1959) je bývalý slovenský fotbalista.

## Fotbalová kariéra
V československé lize hrál za Slovan Bratislava. Nastoupil ve 21 ligových utkáních a dal 5 gólů. Ve druhé lize hrál i za TJ ZŤS Martin.

## Ligová bilance
| Ročník                                      | Zápasy | Góly | Klub              |
| ------------------------------------------- | ------ | ---- | ----------------- |
| 1. československá fotbalová liga 1983/84    | 2      | 0    | Slovan Bratislava |
| 1. československá fotbalová liga 1984/85    | 19     | 5    | Slovan Bratislava |
| 1. slovenská národní fotbalová liga 1985/86 | 7      | 0    | Slovan Bratislava |
| 1. slovenská národní fotbalová liga 1986/87 | 13     | 0    | TJ ZŤS Martin     |
| 1. slovenská národní fotbalová liga 1987/88 | 29     | 8    | TJ ZŤS Martin     |
| CELKEM 1. liga                              | 13     | 5    |                   |